# Edward Armitage

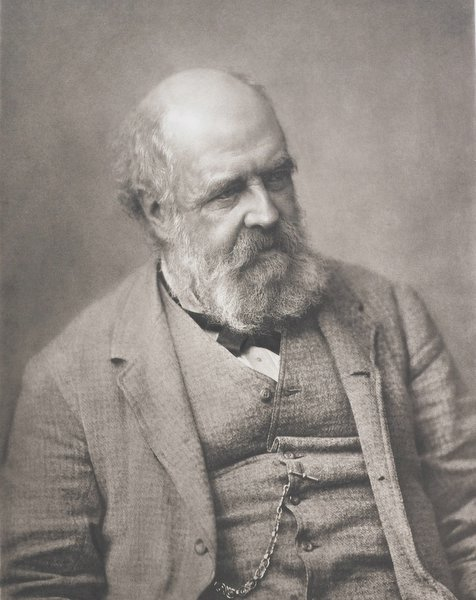
Edward Armitage

Edward Armitage (Londres, 20 de maio de 1817 - Tunbridge Wells (Kent), 24 de maio de 1896) foi um inglês da era victoriana, que se dedicou a pintar e pesquisar a natureza da biologia.